# San Pedro de Gaíllos (kommun)
San Pedro de Gaíllos är en kommun i Spanien.   Den ligger i provinsen Provincia de Segovia och regionen Kastilien och Leon, i den centrala delen av landet, 90 km norr om huvudstaden Madrid. Antalet invånare är 317.